# Pumpspeicherwerk Niederwartha
Das Pumpspeicherwerk Niederwartha war eines der ersten im Großmaßstab verwirklichten Pumpspeicherkraftwerke (Abkürzung: PSW). Es befindet sich in den Dresdner Stadtteilen Cossebaude und Niederwartha. Das PSW Niederwartha wurde von 1927 bis 1930 gebaut und hatte in der Ausbaustufe mit sechs Maschinensätzen eine Nennleistung von 120 Megawatt. Es gilt als bedeutender Vertreter der Industriearchitektur der 1920er Jahre. Das Kraftwerk wurde am 14. August 2023 stillgelegt.

## Geschichte
Zur Bauzeit lieferten sich die Ingenieure des PSW Niederwartha einen wahren Wettlauf um die erste Inbetriebnahme mit dem PSW Koepchenwerk an der Ruhr (am Hengsteysee) im westfälischen Herdecke. Nach Auskunft des heutigen Betreibers Vattenfall ging das PSW Niederwartha schließlich mit der ersten Maschine schon am 27. November 1929 ans Netz. Die endgültige Fertigstellung und Inbetriebnahme des letzten Maschinensatzes erfolgte jedoch erst im März 1930. Das Koepchenwerk wurde am 28. Januar 1930 vollständig mit 132 MW in Betrieb genommen. Je nach Betrachtungsweise wurden beide Kraftwerke als „Erste ihrer Art“ und „große technische Neuerung“ gefeiert.
Die architektonische Gestaltung des Kraftwerkes geht auf einen Entwurf des Dresdner Architekten und Hochschullehrers Emil Högg in Zusammenarbeit mit Friedrich Rötschke zurück. Als Bauingenieur war Prof. Kurt Beyer maßgeblich am Bau beteiligt. Bei der Erweiterung 1957–60 wurde dieselbe Formensprache für die Klinkerfassade gewählt, lediglich mit etwas helleren und rötlicheren Steinen. Das Pumpspeicherwerk steht unter Denkmalschutz. In den 1980er Jahren wurde zuerst die äußere Hülle als Industriedenkmal klassifiziert, 1990 kam den Ensembleschutz einschließlich der Maschinen hinzu.
1945 wurde die elektrische Ausrüstung als Reparationsleistung demontiert und in die Sowjetunion verbracht. In den Jahren 1957–1960 schrittweiser Wiederaufbau zunächst mit vier neuen Maschinen; später kamen die vier ursprünglichen aus der Sowjetunion zurück, zwei stammten von Escher Wyss und zwei von Voith. Man verschrottete die Aggregate von Escher-Wyss und baute für die anderen beiden eine neue Rohrbahn und erweiterte das Maschinenhaus elbseitig für diese zwei alten Maschinensätze. Damit sind nun alle Aggregate von Voith. 1955 (?) waren zwei Turbinen in Betrieb (40 MW), 1957 vier (80 MW) und 1960 erstmals sechs (120 MW). Ursprünglich hatten die zurück erhaltenen alten Turbinen nur eine Leistung von 15 MW; sie wurden beim Wiederaufbau auf je 20 MW erweitert. Der Netzanschluss an das Hochspannungsnetz der ENSO Netz erfolgte über die Schaltanlage Niederwartha.
Im August 2002 wurde das Kraftwerk durch das Elbhochwasser beschädigt. Ab November 2003 wurde es schrittweise mit zwei Turbinen wieder in Betrieb genommen, die restlichen wurden nicht repariert. Nachdem 2008 Planungen für einen Neubau vorgestellt wurden, teilte Vattenfall 2015 mit, das Werk zum 1. Januar 2016 vom Netz zu nehmen. Vattenfall war jedoch verpflichtet, das Werk auch weiterhin für den Schwarzstartfall vorzuhalten. Ein entsprechender Vertrag wurde mit der DREWAG – Stadtwerke Dresden GmbH geschlossen.
Anfang 2019 war die Zukunft des Pumpspeicherwerks weiter ungewiss. Vattenfall hielt große Instandhaltungsmaßnahmen unter den gegebenen energiewirtschaftlichen Rahmenbedingungen nicht für darstellbar. Eine Modernisierung hätte 80 bis 100 Millionen Euro gekostet, bei bis zu 200 Mio. Euro für einen Neubau. Im August 2023 beschloss der Betreiber Vattenfall die Stilllegung des Pumpspeicherkraftwerks aus wirtschaftlichen Gründen.
Anfang März 2022 wurde an einer Transformatorenanlage am Pumpspeicherwerk ein kleiner Fallschirm gefunden. Er bestand aus einem rund 25 Zentimeter breiten Schirm aus Stoff, daran hing eine 40 Zentimeter lange Metallkette. Durch einen ähnlichen metallbeschichteten Ballon wurde an einem Umspannwerk der Stromausfall in Dresden im September 2021 verursacht.

## Die Wasserbauwerke
Das Pumpspeicherkraftwerk Niederwartha besteht aus einem Oberbecken und einem Unterbecken. Diese sind mit Druckrohrleitungen verbunden: es gibt heute drei Rohrleitungen aus Stahl von 3,20 beziehungsweise 2,50 m Durchmesser und 1760 m Länge. Die Fallhöhe beträgt etwa 143 m.
Oben am Berghang, am Knickpunkt der Fallrohre, steht an jedem Rohr ein oben offener Turm, das sogenannte Wasserschloss. Es dient dazu, einen Druckstoß im Rohr zu verhindern, wenn ein Ventil geschlossen wird. Druckstöße könnten sonst bewirken, dass ein Rohr bricht.
Das Kraftwerk arbeitet mit Francis-Turbinen. Das Energie-Speichervermögen (Arbeitsvermögen) der Anlage beträgt schwankenden Angaben zufolge 560 oder 591 MWh.

### Das Unterbecken
Das Unterbecken wurde zur Bauzeit etwa zur Hälfte auf Kötzschenbrodaer Flur errichtet, der gesamte nordwestliche Teil des Beckens überdeckt etwa die Hälfte der ehemals linkselbischen Weiherwiesen des späteren Radebeuler Stadtteils Am Fährhaus. Auch der sich dort befindliche Reidl’s Hof wurde überflutet. Die 45 ha Speicheroberfläche entsprechen etwa den 43 ha Kötzschenbrodaer Flur, die direkt an der Elbe anfing und flussaufwärts der Niederwarthaer Elbbrücke lag. 1954 kam die gesamte Flur zu Niederwartha und ist damit heute Teil von Dresden.
Das Absperrbauwerk des Unterbeckens ist ein Staudamm. Die in der Nähe vorbeifließende Elbe ist nicht aufgestaut.
Am Unterbecken (Stausee Cossebaude) gibt es seit 1936 eine Badeanstalt, die heute zur Stadt Dresden gehört. 2002 und 2013 wurde das Bad beim Elbehochwasser überflutet.
Die Bauwerksdaten:
- Bauart: Erddamm
- Höhe über Gründungssohle: …
- Höhe über Talsohle: 8 m
- Kronenlänge: 2500 m
- Bauwerksvolumen: …
- Speicherraum: 2,5 Mio. m³
- Speicheroberfläche: 45 ha

### Das Oberbecken
Das Absperrbauwerk des Oberbeckens ist ebenfalls ein Staudamm. Dem Oberbecken laufen drei kleine Bäche zu, von denen der Unkersdorfer Silberbach der größte ist. Am Zulauf dieser drei Zuflüsse befindet sich eine Vorsperre nahe Rennersdorf.
Am Oberbecken gibt es keine offiziellen Bademöglichkeiten, der Betreiber toleriert aber das wilde Baden.
Die Bauwerksdaten:
- Bauart: Zonendamm aus Lehm, Ton, Sand, Schotter und Kies
- Kronenhöhe: 256,50 m ü. NN
- Höhe über Talsohle: 42 m
- Kronenlänge: (mindestens) 800 m
- Kronenbreite: 10 m
- Bauwerksvolumen: 550.000 m³
- Speicherraum: 2,9 Mio. m³, nach anderen Angaben: 2,84 Mio. m³
- Speicheroberfläche: 30 ha

## Galerie

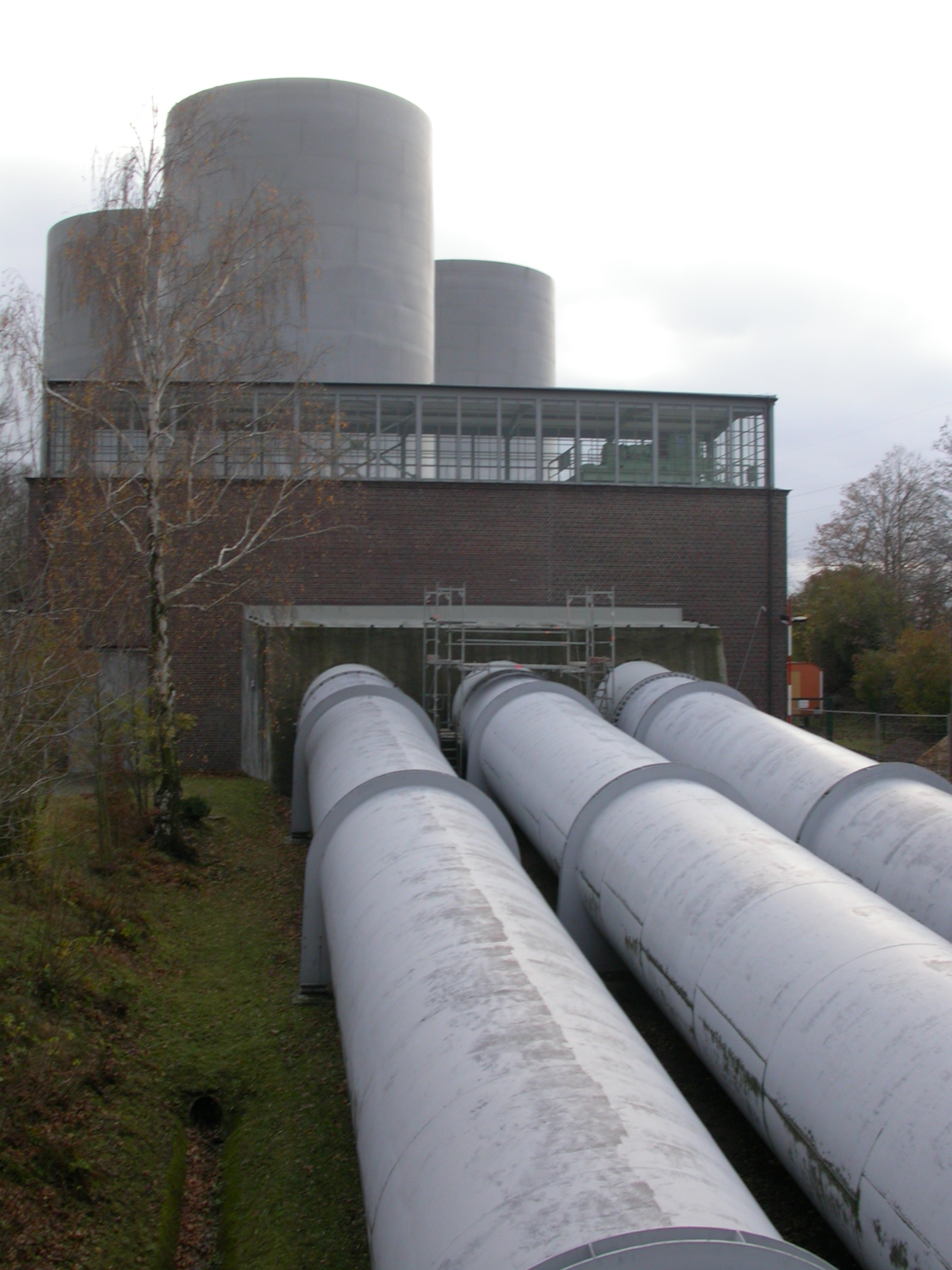
Fallrohre mit den Wasserschlössern
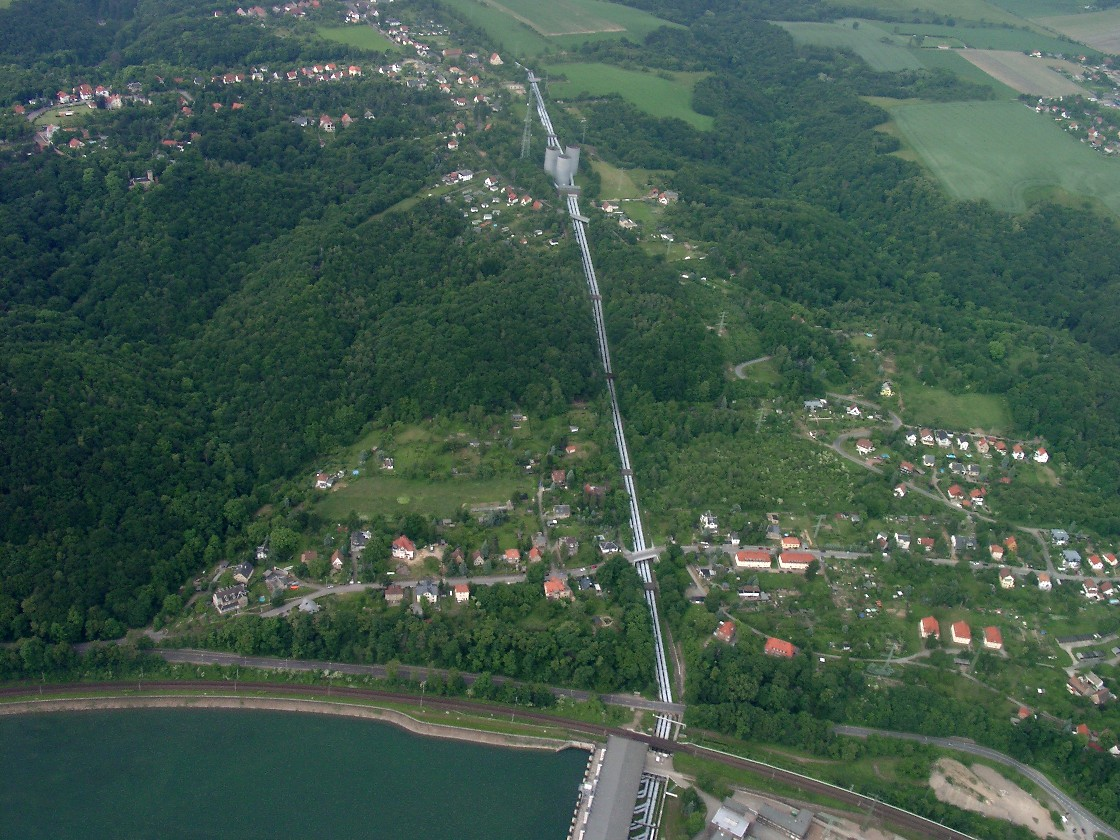
Luftbild PSW Niederwartha
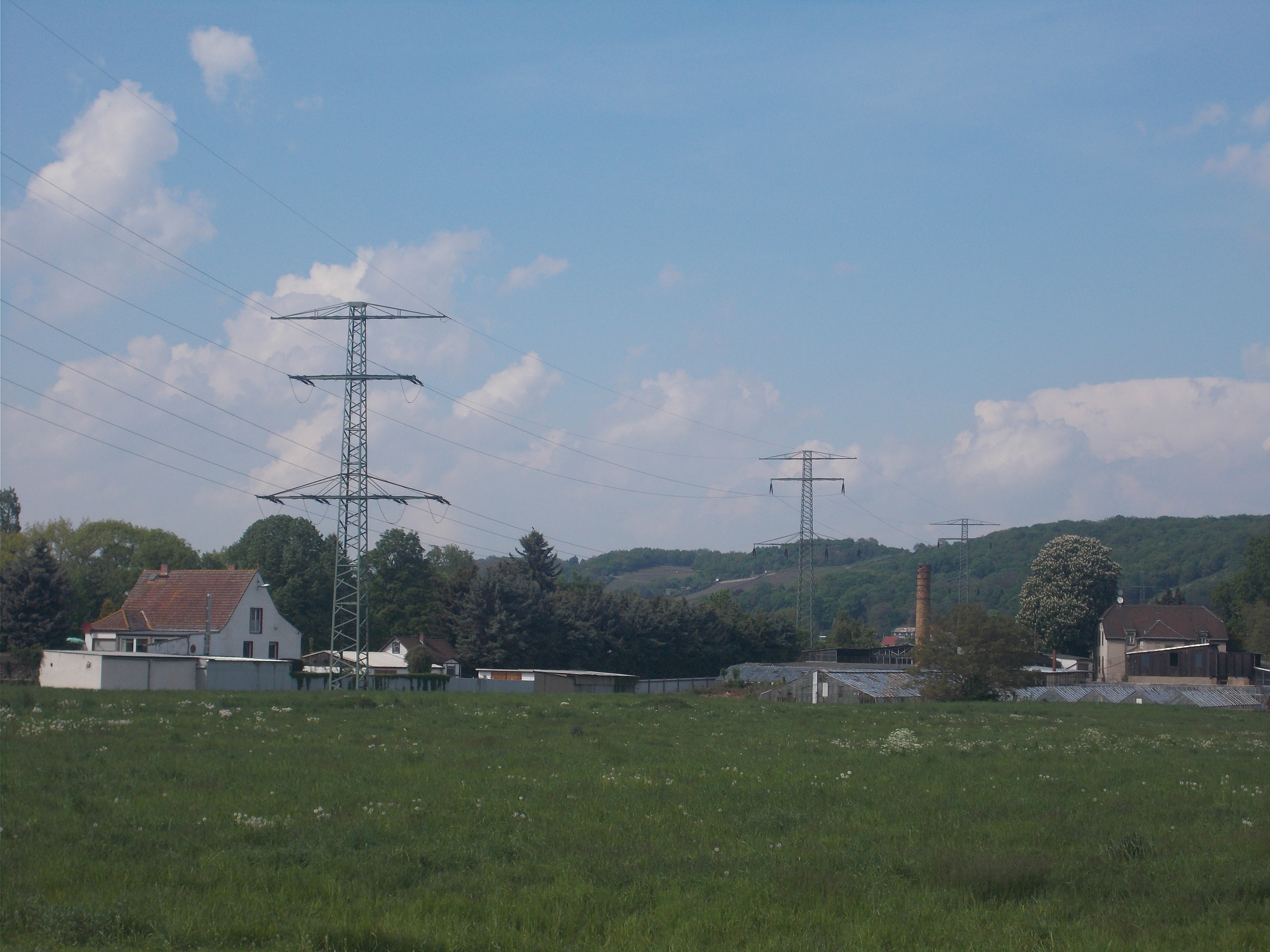
110-kV-Freileitungsmasten von 1930 zur Energieversorgung des Pumpspeicherwerkes
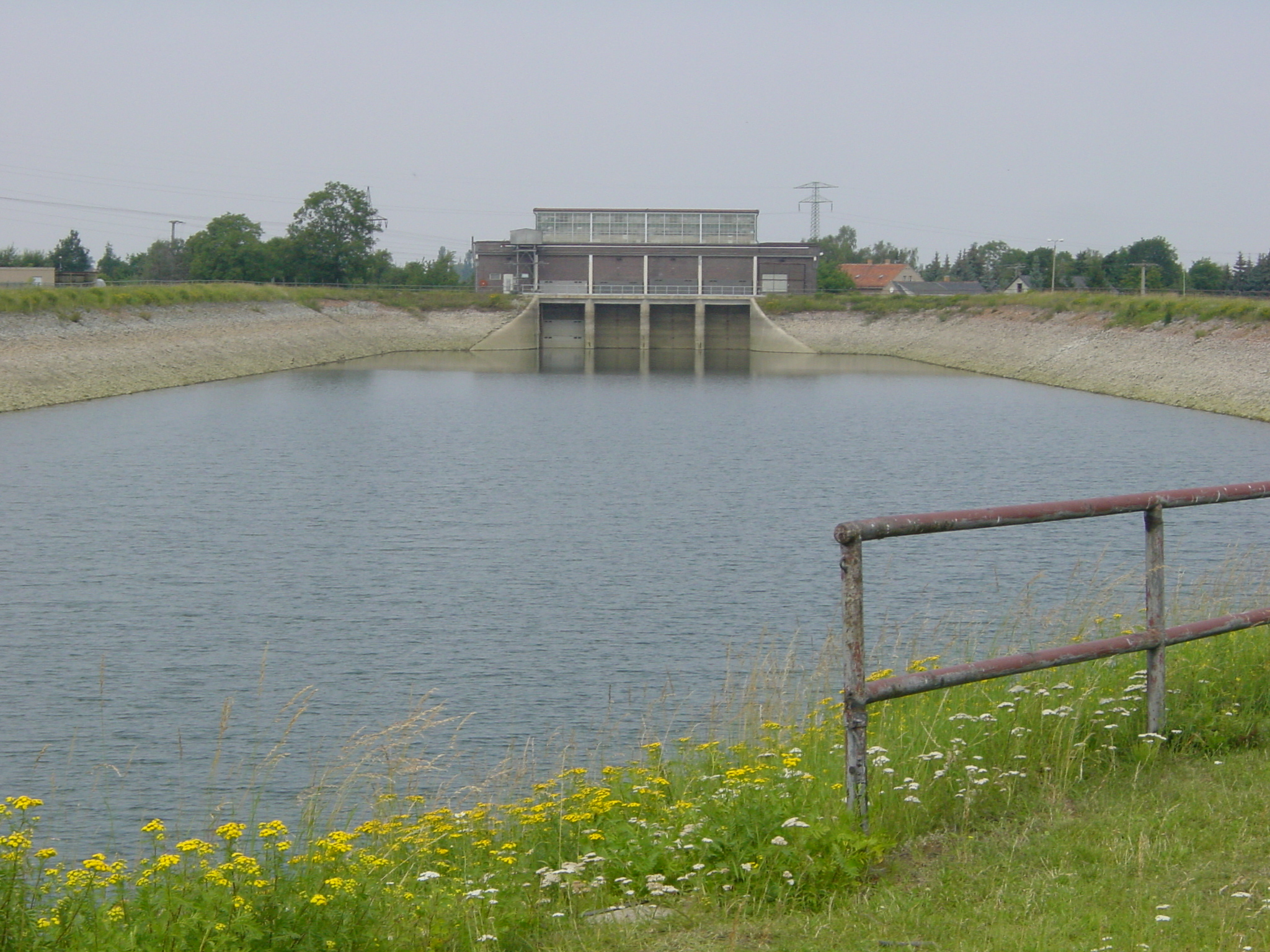
PSW Niederwartha – Einlaufbauwerk am Oberbecken
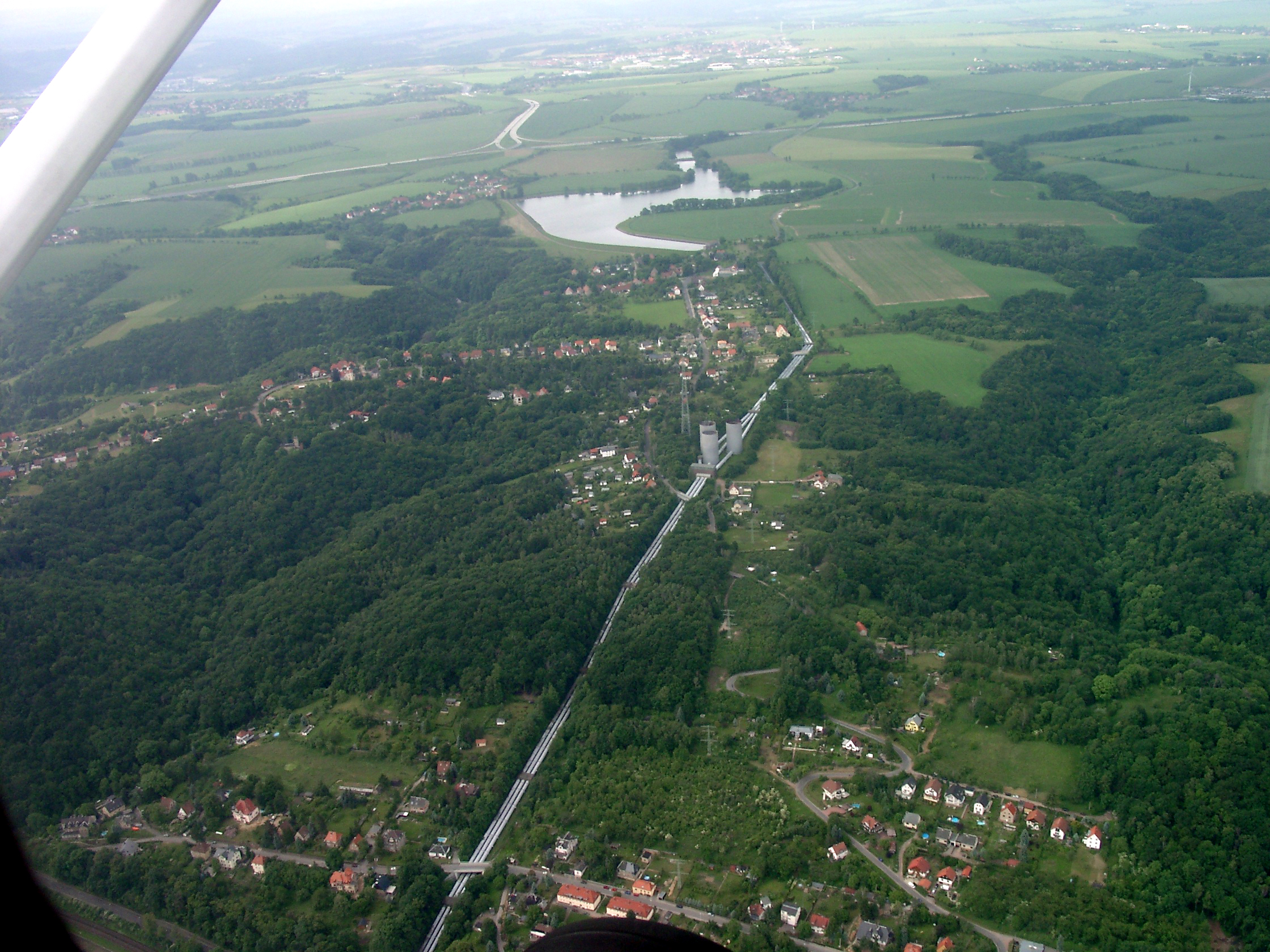
Oberbecken